# هارون غرين
هارون غرين (بالإنجليزية: Aaron Green)‏ هو مهندس معماري أمريكي، ولد في 1917، وتوفي في 15 يونيو 2001.